# Karol Fako
Karol Fako (Pozsony, 1931. november 24. – 2020. február 21.) világbajnoki bronzérmes csehszlovák válogatott szlovák jégkorongozó, edző.

## Pályafutása

### Játékosként
Az ŠK Bratislava korosztályos csapatában kezdte a jégkorongozást. 17 évesen már bemutatkozott az élvonalban a Slovan Bratislava színeiben. 18 évesen a csehszlovák válogatottban is debütált. 1952 és 1956 között a kötelező sorkatonai szolgálata alatt a prágai ATK Praha (ÚDA Praha) és Tankista Praha csapataiban szerepelt. 1956-ban visszatért a a Slovan Bratislavához, ahol 1964-ig játszott. Az 1965-ös idényben a másodosztályú Slovan Hodonín csapatában fejezte be az aktív sportolást. Összesen 14 idényen át szerepelt a csehszlovák első osztályban, 311 mérkőzésen szerepelt és 121 gólt ért el.
1949 és 1960 között 29 alkalommal játszott a csehszlovák válogatottban és kilenc gólt szerzett. Tagja volt az 1959-es hazai rendezésű világbajnokságon bronzérmet szerző csapatnak.
Az 1956-os idényben a Spartak Trnava játékosaként hét mérkőzésen szerepelt a csehszlovák élvonalban.

### Edzőként
Visszavonulása után a Slovannál kezdett el edzősködni, majd a Spartak BEZ Bratislavánál dolgozott. 14 idényen át külföldön tevékenykedett: öt szezont Ausztriában, hetet Svájcban és kettőt Olaszországban. Karel Guttal a csehszlovák ifjúsági válogatott szakmai munkáját irányította.
Július Černickývel jégkorongiskolát működtetett Pozsonyban négy és tíz év közötti gyerekek számára.

## Sikerei, díjai
- Világbajnokság
  - bronzérmes: 1959

## Fordítás
Ez a szócikk részben vagy egészben  a   Karol Fako című cseh Wikipédia-szócikk ezen változatának fordításán alapul.  Az eredeti cikk szerkesztőit annak laptörténete sorolja fel. Ez a jelzés csupán a megfogalmazás eredetét és a szerzői jogokat jelzi, nem szolgál a cikkben szereplő információk forrásmegjelöléseként.